# 보르즈부아레리즈

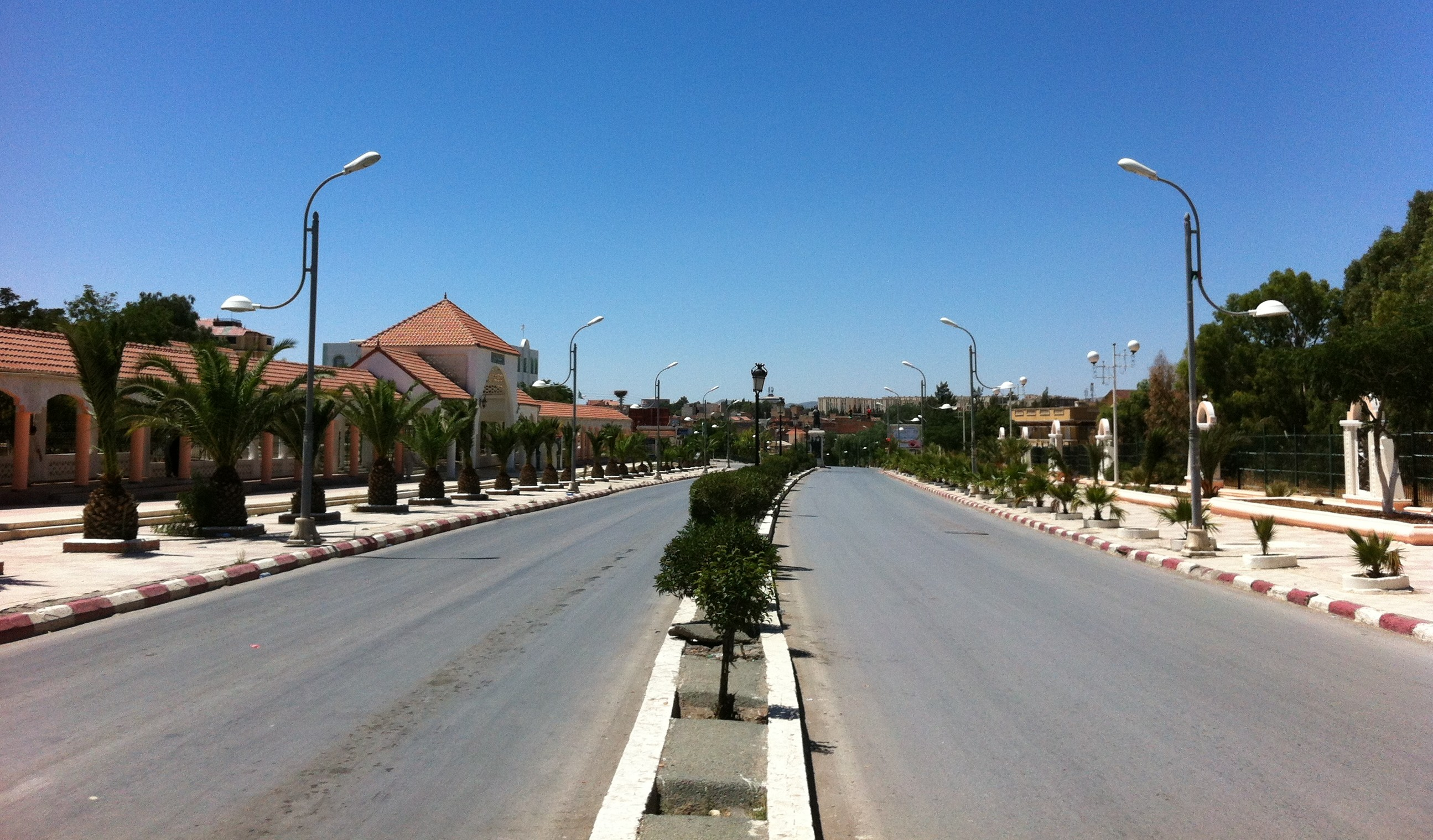
보르즈부아레리즈

보르즈부아레리즈(아랍어: برج بوعريريج, 프랑스어: Bordj Bou Arréridj)는 알제리의 도시로 보르즈부아레리즈 주의 주도이며 면적은 81.10km2, 높이는 928m, 인구는 158,812명(2008년 기준), 인구 밀도는 2,000명/km2이다.